# Stacy Keach
Walter Stacy Keach, Jr. (Savannah, Georgia, 2 de junio de 1941) es un actor y narrador estadounidense.

## Carrera
Es conocido principalmente por sus papeles dramáticos, aunque también ha trabajado como narrador para programas educacionales de la PBS y Discovery Channel, además de papeles en comedias y musicales. Además, es ampliamente reconocido desde 1984 por su interpretación de Mike Hammer en la serie de televisión Mickey Spillane's Mike Hammer; un trabajo que quedó interrumpido a raíz de que el actor fuera arrestado en el aeropuerto de Heathrow (Londres) por posesión de cocaína y tuviese que pasar seis meses en una prisión inglesa. Después, el actor retomaría este personaje en más entregas televisivas.

### Televisión y teatro
Su carrera en teatro, cine y televisión es extensa; ya en 1957 tenía un papel en la comedia televisiva How to Marry a Millionaire (adaptación del popular filme que protagonizaron Marilyn Monroe, Lauren Bacall y Betty Grable), y alcanzó cierta popularidad al encarnar a Barrabás en la miniserie de Franco Zeffirelli Jesús de Nazareth, del año 1977. Entre 1984 y 1988 protagonizó la serie Mike Hammer, en la que interpretaba al famoso detective. En 1988 encarnó al escritor Ernest Hemingway en Hemingway y en 1991 se codeó con Virna Lisi en El misterio de la jungla negra, serie dirigida por Kevin Connor. Keach presenta en su rostro una notoria marca de labio leporino que le confiere autoridad a sus personajes.
Su actividad como actor teatral despegó en la década de 1960. En 1966 ya fue protagonista de una obra antibelicista en el circuito teatral del Off-Broadway y al año siguiente coincidió en un escenario con el entonces debutante Morgan Freeman, en la obra The Niggerlovers. La carrera teatral de Stacy Keach es larguísima, con varios montajes de obras de Shakespeare, y le ha hecho merecedor de diversos galardones. En 2006 encarnó al mago Merlín en el musical Camelot, en 2008-09 encarnó al presidente Richard Nixon en un montaje teatral de Frost/Nixon (obra exitosa llevada al cine con Frank Langella) y en 2009 ganó el premio Helen Hayes por su trabajo en El rey Lear.

### Cine
Su despegue en el mundo del cine se hizo esperar hasta la década de 1970; en 1972 se codeó con George C. Scott en The New Centurions, interpretando a un policía, y ese mismo año protagonizó un filme de John Huston sobre boxeo: Fat City. También participó en otro filme de Huston, The Life and Times of Judge Roy Bean (El juez de la horca), dentro de un gran plantel de estrellas (Paul Newman, Ava Gardner, Jacqueline Bisset...). 
Por desgracia no siempre eligió bien sus papeles: rechazó el rol del padre Karras en El exorcista (1972), colosal éxito de crítica y taquilla, y por el contrario aceptó protagonizar con Ursula Andress La montaña del Dios Caníbal (1978), que fue un fiasco, si bien se convirtió en obra de culto en los videoclubes. Volvió a sufrir un traspié en el cine al coprotagonizar con Pia Zadora Butterfly (1982), filme con alusiones de incesto que recibió pésimas críticas a pesar de la participación de Orson Welles. En 1991, encarnó al comandante del USS Indianápolis, Charles Butler McVay III en el film " USS Indianápolis, misión suicida".
Hizo el papel de Cameron en la reconocida película sobre neonazis American History X (1998), protagonizada por Edward Norton, y otros papeles en W (2008) de Oliver Stone (filme sobre el presidente George W. Bush), The Bourne Legacy (2012) y en la serie Lights out. También aparece en la película de John Carpenter Escape from L.A. (2013), como uno de los peces gordos del ejército estadounidense, actuando junto a Kurt Russell.
Al comienzo de su carrera solía aparecer en los créditos como Stacy Keach, Jr. para distinguirse de su padre, Stacy Keach, Sr.. Su hermano, James Keach, es actor y trabajó con Stacy en la película de 1980 The Long Riders y es también conocido por ser el director de la serie de televisión de 1993, La Doctora Quinn, al igual que la película de 1999. 
Entre 2000 y 2001 interpretó durante tres temporadas a Ken Titus, el padre de Cristopher Titus en la comedia Titus. Era un mujeriego y adicto a la cerveza que se encargaba de atormentar y ridiculizar al protagonista de la serie, su hermano Dave (Zach Ward) y a su mejor amigo Tommy (David Shatraw), al que no se cansaba de tratar de homosexual.
Entre 2005 y 2006 Stacy Keach interpretó el papel de Henry Pope, el alcaide de la Penitenciaría Fox River en Prison Break. Henry quería mucho a Michael Scofield, protagonista de la serie, ya que este era ingeniero y lo ayudaría a terminar el regalo para su mujer, un Taj Mahal.
En 2017 participó como narrador en el documental histórico El hábito y la armadura, una coproducción germano-polaco-lituana dirigida por Paweł Pitera.

## Vida privada
Stacy se ha casado tres veces: con Marilyn Aiken en 1975, con Jill Donahue en 1981 y con Malgosia Tomassi en 1986. Ha tenido dos hijos en su tercer matrimonio. También estuvo sentimentalmente unido a la cantante Judy Collins a principios de los años 1970.

## Estudios
Keach se graduó en el Van Nuys High School en junio de 1959 y continuó sus estudios en la Universidad de California en Berkeley, obteniendo dos licenciaturas en 1963, una en Filología Inglesa y la otra en Arte Dramático. Luego prosiguió los estudios en la Yale School of Drama y recibió una beca Fulbright para la London Academy of Music and Dramatic Art.